# Jodie Christian
Jodie Christian (2. února 1932 Chicago, Illinois, USA – 13. února 2012 tamtéž) byl americký jazzový klavírista a hudební skladatel. Byl spoluzakladatelem organizace Association for the Advancement of Creative Musicians (AACM). Nahrával například s Eddie Harrisem, Stan Getzem, Desterem Gordonem, Gene Ammonsem a Buddy Montgomerym.

## Diskografie
Sólová
- Experience (Delmark Records, 1991)
- Rain Or Shine (Delmark, 1991)
- Soul Fountain (Delmark, 1994)
- Blues Holiday (SteepleChase Records, 1994)
- Front Line (Delmark, 1996)
- Reminiscing (Delmark, 2000)

Ostatní
- Stan Getz: Stan Meets Chet (Verve Records, 1957) & Chet Baker
- Ira Sullivan: Nicky’s Tune (Delmark, 1958)
- Eddie Harris: Excursions (Atlantic, 1966-73)
- Eddie Harris: The Electrifying Eddie Harris (Atlantic, 1967)
- Eddie Harris: Pourquoi L'Amérique (AZ, 1968)
- Eddie Harris: Plug Me In (Atlantic, 1968)
- Eddie Harris: Silver Cycles (Atlantic, 1968)
- Eddie Harris: High Voltage (Atlantic, 1969)
- Eddie Harris: Free Speech (Atlantic, 1969)
- Buddy Montgomery: This Rather Than That (Impulse!, 1969)
- Eddie Harris: Live at Newport (Atlantic, 1970)
- Gene Ammons: The Chase! (Prestige Records, 1970)
- Dexter Gordon: Featuring Joe Newman (Monad, 1976) & Joe Newman
- Roscoe Mitchell: The Flow of Things (Black Saint, 1986)
- Von Freeman: Never Let Me Go (Steeplechase, 1992)
- Von Freeman: Lester Leaps In (Steeplechase, 1992)
- Von Freeman: Dedicated to You (Steeplechase, 1992)
- Roscoe Mitchell: Hey Donald (Delmark, 1994)
- Eric Alexander: Stablemates (Delmark, 1995)
- Roscoe Mitchell: In Walked Buckner (Delmark, 1998)